# Russ Millions
Russ Millions, właśc. Shylo Batchelor Ashby Milwood (ur. 20 marca 1996 w Londynie) – brytyjski raper i autor tekstów pochodzenia jamajskiego.
W grudniu 2018 roku wydał singiel "Gun Lean", nakładem wytwórni Virgin Records, utwór osiągnął najwyższe miejsce na 9. pozycji na liście UK Singles Chart, stając się pierwszym utworem gatunku UK drill, który znalazł się w pierwszej dziesiątce.

## Kariera muzyczna
17 stycznia 2019 roku wydał swój singiel pt. "Gun Lean (Remix)" we współpracy z Taze, LD, Digga D, Ms Banks & Lethal Bizzle. Taniec, który Russ wykonuje w teledysku, stał się "szałem tanecznym" i był naśladowany przez piłkarzy, w tym Jesse Lingarda. Utwór uzyskał status złotej płyty nadany przez British Phonographic Industry.
Został sklasyfikowany przez The Guardian na 10. miejscu na ich liście "największych tanecznych szaleństw w muzyce popularnej.
W kwietniu 2019 roku jego kolejny singiel "Keisha & Becky" z udziałem Tion Wayne zadebiutował na 19. miejscu UK Singles Chart, by później osiągnąć siódmą pozycję. Piosenka została później certyfikowana platyną przez British Phonographic Industry (BPI).
25 marca 2021 opublikował swój wspólny singiel wraz z Tion Wayne pt. "Body". Jako główny wykonawca, zdobył swój pierwszy numer 1 na liście UK Singles Chart oraz wyróżniono statusem platynowej płyty nadanej przez BPI oraz ARIA.
10 lutego 2022 roku wydał singiel pt. "Reggae & Calypso" we współpracy z Buni oraz YV. Utwór uzyskał certyfikat złotej płyty nadany przez BPI.
24 lutego 2023 roku wydał swój pierwszy album pt. "One Of A Kind".
17 listopada 2023 roku wypuścił swoją EP pt. "FREEDOM".
Współpracował m.in. z Buni, Taze, Tion Wayne, ArrDee, Fivio Foreign, Aitch, Digga D, Pressa, LD i Dappy.

## Dyskografia

### Albumy
- One of a Kind (2023)

### EP
- Russ Hour (2020)
- My Son: The EP (2020)
- FREEDOM (2023)